# 勒弗雷讷
勒弗雷讷（法語：Le Fresne，法語發音：[lə fʁɛn]）是法国厄尔省的一个旧市镇，属于埃夫勒区。2018年，勒弗雷讷与邻近的2个市镇合并为新市镇勒瓦勒多雷。

## 地理
勒弗雷讷（48°57'2"N, 0°58'31"E）面积9.13 平方千米，位于法国诺曼底大区厄尔省，该省份为法国北部内陆省份，北起滨海塞纳省，西接奧恩省和卡爾瓦多斯省，南至厄尔-卢瓦省，东临瓦兹省、瓦兹河谷省和伊夫林省。
与勒弗雷讷接壤的市镇（或旧市镇、城区）包括：尚多朗、乌什地区孔什、拉克鲁瓦西耶、格利索勒、勒梅尼勒阿尔德赖、奥尔沃。

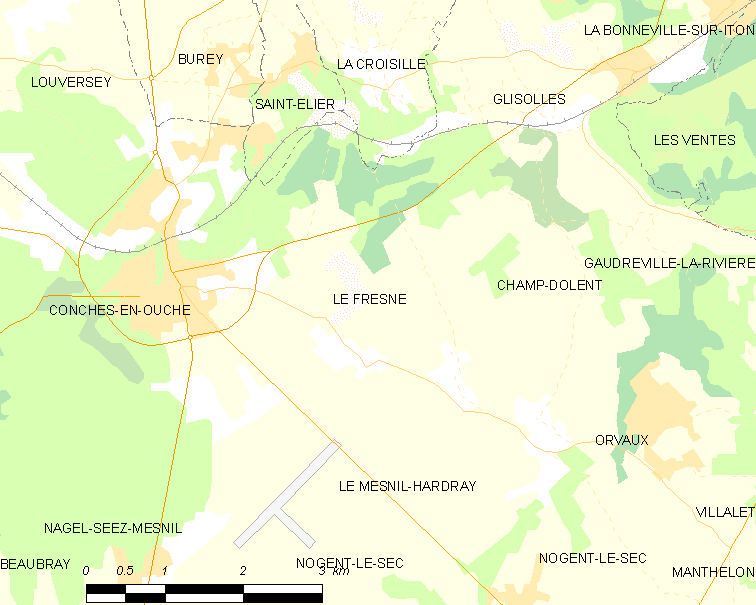
勒弗雷讷的OSM定位图

勒弗雷讷的时区为UTC+01:00、UTC+02:00（夏令时）。

## 行政
勒弗雷讷的邮政编码为27190，INSEE市镇编码为27268。

## 政治
勒弗雷讷所属的省级选区为乌什地区孔什县。

## 人口

1962-2008年间勒弗雷讷人口变化图示

勒弗雷讷于2018年1月1日时的人口数量为326人。